# Larimichthys polyactis
Larimichthys polyactis är en fiskart som först beskrevs av Bleeker, 1877.  Larimichthys polyactis ingår i släktet Larimichthys, och familjen havsgösfiskar. Inga underarter finns listade.
De lever bentopelagiskt och befinner sig på grund vatten över 120 m, men undviker bräckt vatten. Individuella hanfiskar kan bli upp till 42 cm långa.
Fisken är en populär matfisk i Kina, Japan och Korea, men beståndet minskade dramatiskt på 1970-talet på grund av överfiskning. Beståndet har dock återhämtat sig och 2008 bärgades 388 018 ton. I Korea torkas och saltas fisken för att framställa en produkt som kallas gulbi (굴비) på koreanska.